# Gelbbauchsperling
Der Gelbbauchsperling (Passer flaveolus) ist ein Vertreter der Familie der Sperlinge, welcher nur in Hinterindien vorkommt.

## Aussehen
Die nur 14 Zentimeter großen Vögel haben ein dunkelbraunes Rückengefieder, der Bauch ist gelblich gefärbt. Unter der Kehle und um die Augen haben sie einen länglichen schwarzen Fleck. Der Schnabel ist grau glänzend gefärbt. Die Füße sind schwarz.

## Vorkommen
Die Bestände dieser Vogelart sind in Kambodscha, Laos, Malaysia, Myanmar, Thailand und Vietnam anzutreffen.

## Lebensweise
Die Vögel sind Kulturfolger des Menschen und kommen in Gärten und Plantagen vor. Sie ernähren sich vor allem von Samen verschiedener Pflanzen, auch Getreide.

## Fortpflanzung
Das Weibchen legt seine drei bis sieben Eier in ein selbst aus Gräsern gebautes, kugelförmiges Nest. Die Brutdauer beträgt 15 bis 24 Tage. Die Jungen sind Nesthocker und werden von beiden Elternteilen versorgt.

## Gefährdung
Die IUCN stuft diese Art aufgrund ihrer weiten Verbreitung als (Least Concern) nicht gefährdet ein.

## Etymologie und Forschungsgeschichte
Edward Blyth beschrieb den Gelbbauchsperling unter dem heute gültigen Protonym Passer flaveolus. Auch wenn der Artikel im The journal of the Asiatic Society of Bengal das Jahr 1844 als Publikationsjahr ausweist, wurde der Artikel erst im Jahre 1845 publiziert. Deshalb gilt das Jahr 1845 als Jahr der Erstbeschreibung.
Passer ist das lateinische Wort für Spatz, Sperling. Auch flaveolus ist lateinischen Ursprungs und stammt vom Wort flavus für golden, gelb ab.